# Tropaeolum magnificum
Tropaeolum magnificum là một loài thực vật thuộc họ Tropaeolaceae. Đây là loài đặc hữu của Ecuador. Môi trường sống tự nhiên của chúng là vùng núi ẩm nhiệt đới hoặc cận nhiệt đới và đồng cỏ nhiệt đới hoặc cận nhiệt đới vùng đất cao.